# Gynochthodes puberula
Gynochthodes puberula är en måreväxtart som beskrevs av William Grant Craib. Gynochthodes puberula ingår i släktet Gynochthodes och familjen måreväxter.
Artens utbredningsområde är Thailand. Inga underarter finns listade i Catalogue of Life.